# لاين تومسون
لاين تومسون (بالإنجليزية: Iain Thomson)‏ هو فيلسوف أمريكي، ولد في 1968.